# Ecuador i olympiska vinterspelen 2018
Ecuador deltog i de olympiska vinterspelen 2018 i Pyeongchang, Sydkorea, med en trupp på en atlet fördelat på en sport.
Vid invigningsceremonin bars Ecuadors flagga av längdskidåkaren Klaus Jungbluth.